# ایستگاه متروی برونز کورت
ایستگاه متروی برونز کورت (انگلیسی: Barons Court tube station) یکی از ایستگاه‌های خط پیکدیلی و خط ناحیه متروی لندن است.
این ایستگاه که در ناحیه کنزینگتون غربی قرار دارد در سال ۱۸۷۴ میلادی تأسیس شده‌است.